# Madden NFL 2000
Madden NFL 2000 (även känd som Madden 2000) är ett fotbollsdatorspel. Detta var den andra av Madden NFL-spelen som inte bara utgjorde John Madden på omslaget i Nordamerika. Den enda andra var Madden NFL '95. De flesta versionerna av spelomslaget presenterade Madden framträdande i förgrunden, och en igenkännlig Barry Sanders i en bakgrundsaktivitets grafik. Den europeiska PAL-utgåvan har bara Dorsey Levens på omslaget.

### Fotnoter
1. ↑  ”Madden NFL 2000” (på amerikansk engelska). IGN. 20 augusti 1999. http://www.ign.com/articles/1999/08/21/madden-nfl-2000-5. Läst 25 juli 2018.
2. ↑  Harris, Craig (5 november 1999). ”Madden NFL 2000” (på amerikansk engelska). IGN. http://www.ign.com/articles/1999/11/06/madden-nfl-2000-2. Läst 25 juli 2018.
3. ↑  Donald, Ryan Mac (24 augusti 1999). ”Madden NFL 2000 Review” (på amerikansk engelska). GameSpot. https://www.gamespot.com/reviews/madden-nfl-2000-review/1900-2544690/. Läst 25 juli 2018.